# 波皮夫卡 (克拉斯諾赫拉德區)
49°21′56″N 35°32′22″E / 49.36556°N 35.53944°E
波皮夫卡（烏克蘭語：Попівка）是位於烏克蘭東部的村莊，由哈爾科夫州别列斯京区的納塔利內市鎮負責管轄。該村始建於1752年，面積5.43平方公里，海拔高度118米，2001年人口1,303，人口密度每平方公里239.8人。